# جمیل صیهود
جمیل صیهود (زادهٔ ۱ ژانویهٔ ۱۹۶۱) یکی از خلبانان عراق بعثی در خلال جنگ خلیج فارس است. او چند دقیقه پس از پیروزی هوایی با میگ-۲۹ خود، توسط مک‌دانل داگلاس اف-۱۵ ایگل متعلق به نیروی هوایی ایالات متحده آمریکا مورد اصابت موشک قرار گرفت و کشته شد.